# Krempel (Geestland)
Krempel (Platduits: Krümpel) is een dorp en voormalige gemeente in de Duitse deelstaat Nedersaksen. Het dorp maakt deel uit van de gemeente Geestland. De oude gemeente Krempel werd in 1974 gevoegd bij Langen, dat zelf in 2015 opging in Geestland, zie ook aldaar. Krempel, nog steeds grotendeels een boerendorp, is het meest noordelijke stadsdeel van Geestland.
Krempel is van oorsprong een heidedorp. Het kreeg pas in 1921 een aansluiting op het elektriciteitsnet.

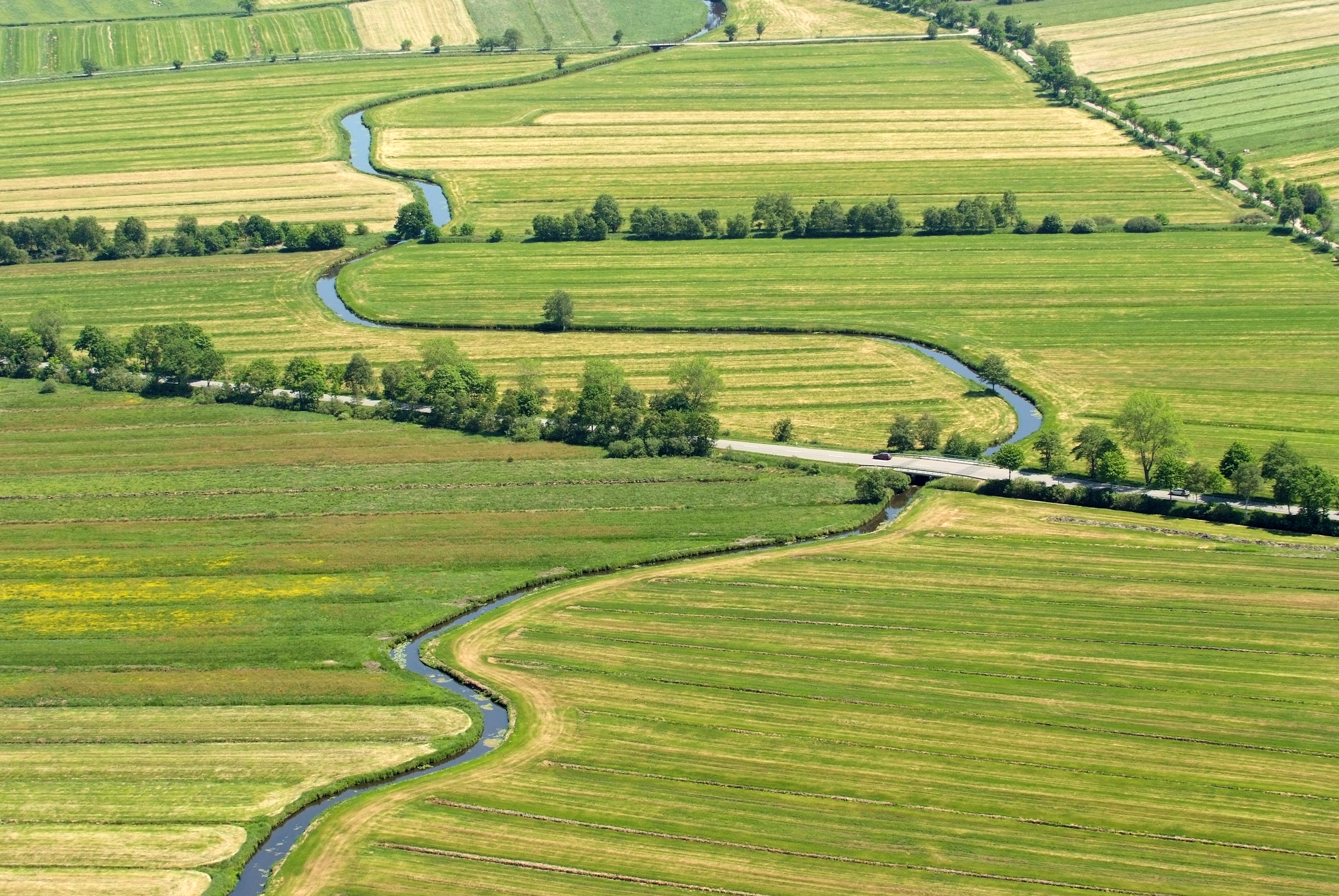
De beek Emmelke[1] bij Krempel
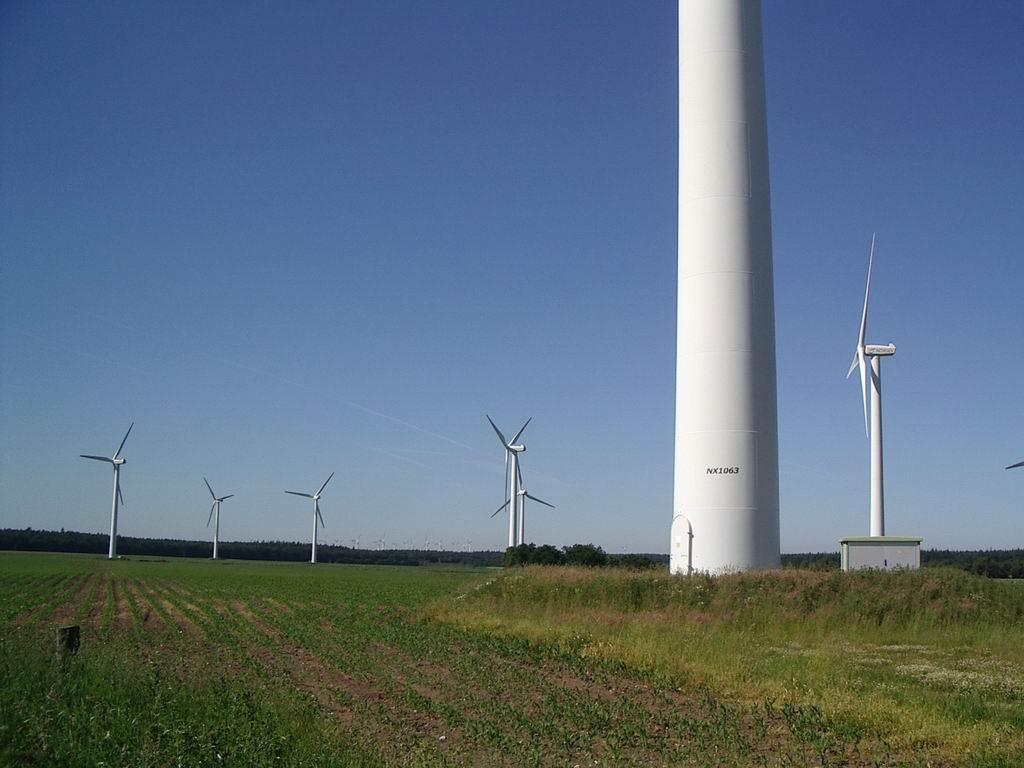
Windmolenpark bij Krempel. Op de achtergrond de heuvelrug Hohe Lieth.